# Symbion pandora
Symbion pandora là một loài động vật thủy sinh, kích thước hiển vi cộng sinh trên phần miệng của tôm hùm Na Uy. Loài động vật này có kích thước nhỏ hơn ½ mm, với thân hình giống chiếc túi và có ba hình thái khác nhau rõ rệt ứng với ba giai đoạn vòng đời của chúng.

## Tổng quan
Tên chi symbion đề cập đến mối quan hệ cộng sinh của chúng với tôm hùm. Tên loài pandora đề cập đến một phần trong vòng đời của chúng từ đó Funch và Kristensen nhớ đến chiếc hộp Pandora thần thoại.

## Phạm vi phân bố
Symbion pandora có thể được tìm thấy trên miệng của tôm hùm Na Uy, Nephrops norvegicus. Chúng được tìm thấy ở độ sâu 20-40 mét (66-131 feet) từ bờ biển phía nam Na Uy đến bờ biển khu vực Địa Trung Hải.

## Tình trạng bảo tồn
Symbion pandora không phải là loài sắp nguy cấp, sắp bị đe doạ hoặc nguy cấp. Trên thực tế, một quần thể với số lượng lớn các cá thể có thể được tìm thấy trên một con tôm hùm Na Uy.